# Большетерновий
Большетерновий (рос. Большетерновой) — хутір у Чернишковському районі Волгоградської області Російської Федерації.
Населення становить 576 осіб. Входить до складу муніципального утворення Большетерновське сільське поселення.

## Історія
Хутір розташований у межах українського історичного та культурного регіону Жовтий Клин.
Згідно із законом від 14 грудня 2004 року № 976-ОД органом місцевого самоврядування є Большетерновське сільське поселення.

## Населення
| 2010 |
| ---- |
| 576  |